# البنك المركزي للجمهورية الإسلامية الإيرانية
المصرف المركزي للجمهورية الإسلامية الإيرانية (بالفارسية: بانک مرکزی جمهوری اسلامی ايران) كما يعرف اختصارًا CBI، هو المصرف المركزي أو البنك المركزي الإيراني التابع للحكومة الإيرانية، ويقع مقره الرئيسي في العاصمة الإيرانية طهران، ويعد النشاط التجاري والمالي الأول للشركات والمؤسسات الحكومية.
تأسست بموجب القانون المصرفي والنقد الإيراني في عام 1960، وهي تعمل كمصرفي للحكومة الإيرانية ولها الحق الحصري في إصدار الأوراق النقدية والعملات المعدنية. البنك المركزي الإيراني مكلف بالحفاظ على قيمة الريال الإيراني والإشراف على البنوك والمؤسسات الائتمانية. تعمل كوصي على الجواهر الوطنية، وكذلك النقد الأجنبي واحتياطيات الذهب في إيران. كما أنها عضو مؤسس في اتحاد المقاصة الآسيوي، وتتحكم في الذهب وتدفقات رأس المال في الخارج، وتمثل إيران في صندوق النقد الدولي (IMF) وتبرم اتفاقيات دفع دولية بين إيران ودول أخرى.
السويفت كود الخاص بالمصرف المركزي الإيراني هو BMJIIRTH.

## التاريخ
حدثت المحاولة الأولى لإدخال العملة الورقية في إيران خلال فترة حكم المغول إيلخان في القرن الثالث عشر الميلادي. لم يترسخ الابتكار، الذي تم تطويره في عهد أسرة سونغ في الصين، في إيران، ولم تعد العملة الورقية إلى إيران بأي طريقة مهمة لعدة قرون.

### العصر الحديث

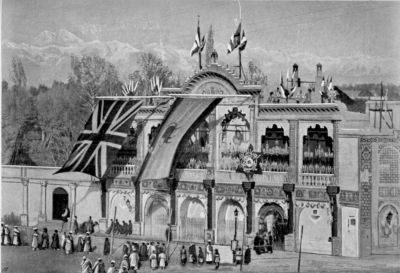
إمبريال بنك أوف بلاد فارس، طهران، 1902

في عام 1889، تم تأسيس إمبريال بنك أوف فارس المملوك لبريطانيا (بانك شاه) ومنح الحق الحصري في إصدار الأوراق النقدية في إيران. في عام 1890 قدمت أول ورقة نقدية في إيران، تتراوح من 1 إلى 1000 تومان. لم يفعل البنك الكثير لتقوية تكوين رأس المال الإيراني أو دعم العملة الإيرانية آنذاك، القران.
للتنافس مع البنك البريطاني، افتتحت الإمبراطورية الروسية أيضًا بنك القرض والتنمية الروسي. تم شراء بنك استقرازي الذي يملكه بولياكوف في عام 1898 من قبل الحكومة الروسية القيصرية، ثم انتقل لاحقًا إلى الحكومة الإيرانية بموجب عقد في عام 1920.
تأسس بنك ملي إيران، وهو أول بنك إيراني مملوك للدولة، في عام 1927 من قبل الحكومة الإيرانية. في 30 مايو 1930، أخذ على عاتقه العمل كبنك مركزي لإيران، وحصل على حقوق إمبريال بانك مقابل 200 ألف جنيه إسترليني، بينما كان يعمل كبنك تجاري في نفس الوقت. كان الهدف الأساسي للبنك هو تسهيل المعاملات المالية الحكومية وطباعة وتوزيع العملة الإيرانية (الريال والتومان). لأكثر من ثلاثة عقود، عمل بنك ملي إيران كبنك مركزي لإيران وكُلف بمسؤولية الحفاظ على قيمة الريال الإيراني. في عام 1955، تم تكليف البنك بمسؤولية الإشراف على النظام المصرفي الوطني.
في أغسطس 1960، أنشأت الحكومة الإيرانية البنك المركزي الإيراني (CBI) وفصلت جميع المسؤوليات المصرفية المركزية عن بنك ملي إيران وعينت البنك المركزي المشكل حديثًا. تم تحديد نطاق ومسؤوليات البنك المركزي لجمهورية إيران الإسلامية (CBI) في قانون النقد والمصارف لإيران (1960).
تمت إعادة تسمية البنك المركزي الإيراني ليصبح «البنك المركزي لجمهورية إيران الإسلامية»، والتزم النظام المصرفي الإيراني بالقواعد الإسلامية الجديدة التي تحظر الكسب أو دفع الفوائد في عام 1983.
يحتفظ CBI بمتحف للمجوهرات التاريخية والقديمة التي يملكها ويستخدمها ملوك بلاد فارس السابقون. يضم هذا المتحف جواهر التاج الإمبراطوري وهو أحد أكثر مناطق الجذب السياحي جاذبية في إيران.

## منظمة

### مجلس المال والائتمان
مجلس النقد والتسليف (MCC) هو أعلى هيئة مصرفية لصنع السياسات المصرفية في بنك المركزي. وتضم قائمة أعضائها الدائمين محافظ البنك المركزي الايراني، ووزير المالية والاقتصاد، ووزيران يختارهما مجلس الوزراء، ورئيس غرفة التجارة، والمدعي العام، واثنين من المشرعين (النواب).
كل عام، بعد الموافقة على الميزانية السنوية للحكومة، يقدم البنك المركزي العراقي سياسة نقدية وائتمانية مفصلة إلى مجلس المال والائتمان للموافقة عليها. بعد ذلك، تم دمج العناصر الرئيسية لهذه السياسات في خطة التنمية الاقتصادية الخمسية. يجتمع مركز عملائي كل ثلاثة أشهر.
من الناحية العملية، فإن قدرة النظام المصرفي على تكوين النقود ليست مقيدة كثيرًا بكمية الأموال الكتابية من خلال النظام المصرفي الاحتياطي الجزئي. في الواقع، تقدم معظم البنوك الائتمان أولاً وتبحث عن الاحتياطيات لاحقًا.  يحتاج البنك المركزي الإيراني إلى مزيد من الاستقلالية عن الحكومة من أجل مكافحة التضخم، وفقًا لمركز أبحاث البرلمان في البلاد. اعتبارًا من عام 2010، لم يعد البنك المركزي الإيراني قادرًا على تنفيذ سياسة نقدية «استباقية» (على سبيل المثال، يحتاج إلى موافقة المجلس قبل إصدار سندات المشاركة) وليس لديه سيطرة على السياسة المالية للحكومة.

### الجمعية العامة
التركيبة الحالية لمجلس إدارة البنك المركزي هي الرئيس، ووزراء الاقتصاد والتجارة، ونائب الرئيس للتخطيط الاستراتيجي، والوزير الذي يختاره مجلس الوزراء.

#### اقتراح «الإصلاح»
كان من المقرر أن يصبح سبعة خبراء اقتصاديين يتمتعون بخبرة عملية لا تقل عن 15 عامًا أعضاء في الجمعية العامة وفقًا لقانون جديد اقترحه المجلس في عام 2010، وبالتالي نقل هذه الهيئة من كونها خاضعة لسيطرة الدولة إلى هيئة يتمتع فيها القطاع الخاص بدور أكبر في عملية إتخاذ القرار. ستكون مدة العضوية لكل عضو لمدة 10 سنوات ولفترة واحدة فقط. ثم انتقد الرئيس محمود أحمدي نجاد هذا الاقتراح وقال إنه من المهم ألا يقع البنك المركزي الإيراني تحت سيطرة القطاع الخاص «لأنه لن يفيد الشعب الإيراني» على المدى الطويل.

## حكام
يقترح رئيس إيران شخصًا ليكون محافظًا للبنك المركزي العراقي، والذي يجب أن تتحقق منه الجمعية العامة ويتم تعيينه بموجب مرسوم رئاسي.

## الأهداف والوظائف
أهداف البنك المركزي لجمهورية إيران الإسلامية وفقًا لميثاقه ووفقًا للمادة 10 من قانون النقد والمصارف لإيران (MBAI) هي كما يلي:
- الحفاظ على قيمة العملة الوطنية.
- الحفاظ على التوازن في ميزان المدفوعات.
- تسهيل المعاملات المالية المتعلقة بالتجارة.
- تحسين إمكانات النمو الاقتصادي للدولة.

لتحقيق الأهداف كما هو مذكور في قانون النقد والمصارف لإيران، تم تكليف البنك المركزي الإيراني بمسؤولية الوفاء بالوظائف التالية:
- إصدار الأوراق النقدية والمعدنية.
- الإشراف على البنوك والمؤسسات الائتمانية.
- صياغة وتنظيم سياسات ومعاملات الصرف الأجنبي.
- لائحة معاملات الذهب.
- صياغة وتنظيم المعاملات والتدفق الداخلي / الخارج للعملة المحلية.

## الخدمات المصرفية الإسلامية
بعد الثورة الإسلامية، تم تكليف البنك المركزي بتأسيس قانون البنوك الإسلامية. في عام 1983، أقر المجلس قانون البنوك الإسلامية في إيران. يصف هذا القانون ويصرح بنسخة شيعية إيرانية من القوانين التجارية الإسلامية (كما تختلف عن النسخة السنية الأقل «ليبرالية»). وفقًا لهذا القانون، يمكن للبنوك الإيرانية فقط إجراء معاملات إسلامية بدون فوائد (حيث تعتبر الفائدة ربا أو «ربا» ويحرمها الإسلام وكتاب القرآن الكريم). هذه هي المعاملات التجارية التي تنطوي على تبادل السلع والخدمات مقابل حصة من «الربح المؤقت» يسمى (مبادلا) وتعني التبادل.
في الممارسة العملية، تستخدم إيران ما يسمى رسميًا بأسعار الفائدة «المؤقتة»، حيث يجب أن تعكس الأسعار المدفوعة للمودعين أو المستلمة من المقترضين أرباح أو خسائر الأعمال التجارية. بموجب هذه القواعد، فإن أسعار الودائع، المعروفة باسم «توزيعات الأرباح»، ترتبط من الناحية النظرية بربحية البنك. لكن في الواقع، أصبحت توزيعات الأرباح هذه معدلات عائد ثابتة - لم يفقد المودعون مدخراتهم أبدًا بسبب الخسائر التي تكبدتها البنوك ولم يتلقوا أبدًا عائدات أكبر من معدلات الأرباح المسبقة المؤقتة. يتم عرض الفوائد المحملة على القروض «كرسوم» أو حصة من أرباح الشركات. يتم تنفيذ جميع هذه المعاملات من خلال (12) عقدًا إسلاميًا، مثل مضاربه و فروش اقساطی وجعاله و سلف و قارزولهاسانه. تم تحديد تفاصيل هذه العقود والممارسات ذات الصلة في القانون المصرفي الإيراني الخالي من الفوائد والمبادئ التوجيهية الخاصة به. الأمثلة هي:
1. قارزولهاسانه : قرض بدون فوائد وغير هادف للربح يقدمه البنك لشخص حقيقي أو اعتباري لفترة زمنية محددة.
2. الجواله: تعهد أحد الطرفين (الجايل أو البنك أو صاحب العمل) بدفع مبلغ محدد (الجول) لطرف آخر مقابل تقديم خدمة محددة وفقاً لشروط العقد. يجب أن يسمى الطرف الذي يقدم الخدمة «عامل» (الوكيل أو المقاول).
3. المساقات: عقد بين صاحب البستان أو البستان مع طرف آخر (العامل أو الوكيل) لغرض جمع حصاد البستان أو البستان وتقسيمه بنسبة معينة بين الطرفين. يمكن أن يكون الحصاد عبارة عن فواكه وأوراق وأزهار وما إلى ذلك من النباتات في البستان أو الحديقة.
4. المزرعة: عقد يقوم فيه البنك (المزارع) بتسليم قطعة أرض محددة لفترة زمنية محددة لطرف آخر (عامل أو وكيل) لغرض زراعة الأرض وتقسيم المحصول بين الطرفين عند نسبة محددة.
5. المستعربة: عقد يتعهد فيه البنك بتوفير رأس المال النقدي ويتعهد الطرف الآخر (العامل أو أفينت) باستخدام رأس المال لأغراض تجارية وتقسيم الربح بنسبة محددة بين الطرفين في نهاية مدة عقد.

وصلت الأصول المتوافقة مع الشريعة الإسلامية إلى حوالي 400 مليار دولار في جميع أنحاء العالم، وفقًا لخدمات التصنيف ستاندرد آند بورز، ويبلغ السوق المحتمل 4 تريليون دولار. إيران والمملكة العربية السعودية وماليزيا على رأس أكبر الأصول المتوافقة مع الشريعة الإسلامية.
وفقًا لصندوق النقد الدولي، تحظر الخدمات المصرفية الإسلامية المضاربة النقدية البحتة وتشدد على أن الصفقات يجب أن تستند إلى نشاط اقتصادي حقيقي وبالتالي تشكل مخاطر أقل من البنوك التقليدية على استقرار الأنظمة المالية.

### نقد
يعتقد المنتقدون أن قانون البنوك الإيرانية الخالي من الفوائد قد خلق ببساطة السياق لإضفاء الشرعية على الربا أو الربا. في الواقع، تقوم جميع البنوك بتحميل المقترضين مبلغًا ثابتًا محددًا مسبقًا بسعر فائدة يوافق عليه البنك المركزي مرة واحدة على الأقل في السنة. لا يتم تبادل أي سلع أو خدمات كجزء من هذه العقود ونادرًا ما تتحمل البنوك أي مخاطر تجارية. عناصر الضمان عالية القيمة مثل العقارات والأوراق التجارية والضمانات المصرفية والآلات تقضي على أي مخاطر للخسارة. في حالة التخلف عن السداد أو حالات الإفلاس، يتم تحصيل المبلغ الأصلي والفائدة المتوقعة والرسوم المتأخرة من خلال حيازة و / أو بيع الضمانات المضمونة.

## أنظمة السداد
في عام 2005، ألزمت الحكومة البنك المركزي الإيراني والبنوك الإيرانية، ومعظمها مملوكة للدولة، بإنشاء جميع البنى التحتية اللازمة (التنظيمية، والأجهزة، والبرمجيات) لإطلاق الأموال الإلكترونية بالكامل في إيران بحلول مارس 2005. على الرغم من أن هذه الخطة لم تتحقق بالكامل بعد، إلا أن بطاقات الخصم المحلية أصبحت شائعة الآن وقد أزالت العقبة الرئيسية أمام نمو التجارة الإلكترونية (على المستوى الوطني) وكذلك إطلاق مبادرات الحكومة الإلكترونية بالكامل. ومع ذلك، لا تزال إيران تعتمد إلى حد كبير على الاقتصاد النقدي.
طور البنك المركزي نظام التسوية الإجمالية في الوقت الحقيقي كمركز رئيسي لتسوية معاملات البنوك الإيرانية بالريال. عند تنفيذ المرحلتين الأولى والثانية من هذا النظام في 2006/2007، بدأت التسوية الفورية من خلال شبكة تحويل المعلومات بين البنوك (نظام شتاب المصرفي) وغرفة المقاصة بين البنوك في سنة المراجعة. منذ 2007/2008، تم أيضًا تسوية المدفوعات من بنك إلى بنك ومن عميل إلى عميل من خلال نظام التسوية الإجمالية. تم تطوير نظام تحويل أموال التجزئة، الذي تم إطلاقه في نهاية عام 2006/2007 لتحويل حجم كبير من المدفوعات ذات القيمة الصغيرة نسبيًا في الوقت الفعلي، في عام 2007/2008. علاوة على ذلك، هناك خطط أخرى لربط شتاب الإيرانية بشبكات نقل المعلومات في البلدان الأخرى.
في عام 2011، تم إطلاق نظامين جديدين للدفع: نظام تسوية الأوراق المالية كبنية تحتية إلكترونية لإيداع وتسوية الأوراق المالية المختلفة، بما في ذلك الأوراق الحكومية وأوراق المشاركة في البنك المركزي العراقي. إطلاق نظام غرفة المقاصة الآلي لمعالجة أوامر الدفع الفردية والمتعددة، وربط شبكة تحويل المعلومات بين البنوك الإيرانية بأنظمة تبديل مثل تقديم خدمات الصراف الآلي ونقط البيع الأخرى لقبول البطاقات المصرفية الدولية، وتصميم الدفع بالبطاقة الإلكترونية نظام لمركزية وإعادة تنظيم نقاط البيع.

### العملة الرقمية
وفقًا لوزارة تكنولوجيا المعلومات والاتصالات في عام 2018، سيصدر بنك البريد الإيراني أول عملة رقمية لإيران على تقنية سلسلة الكتل المعروفة بتقنية بلوك تشين (بالإنجليزية: blockchain) (مع ميزة، فيما يتعلق بالعقوبات المفروضة على إيران، أن معاملات بلوك تشين لا تحتاج إلى أي بنك مقاصة).
علاوة على ذلك، نظرًا لاحتياطيات إيران الكبيرة من النفط والغاز، يمكن أن يصبح الريال الإيراني عملة احتياطية إذا تم تحقيق التكافؤ مع النفط والغاز، كما كان بين الدولار الأمريكي والذهب في الماضي (على سبيل المثال، تعادل 1,000,000 تومان لبرميل من oil)، مثل العملة المشفرة «بترو» الفنزويلية المسكوكة حديثًا.

### التكنولوجيا المالية
فينوتك هو المزود الأول لواجهة برمجة التطبيقات المصرفية في إيران وشركة خدمات المعلومات (ISC) هي مشغل رائد لأنظمة المعلومات للصناعة المصرفية (بما في ذلك نظام شتاب المصرفي). اعتبارًا من عام 2016، كان لدى إيران 50 شركة نشطة في مجال التكنولوجيا المالية. يحد البنك المركزي العراقي من دور شركات التكنولوجيا المالية في القطاع المالي الإيراني من خلال السماح لها بالعمل طالما أنها لا تشارك في تكوين الأموال، وتبادل العملات، وتقديم أدوات الدفع (مثل البطاقات) وجذب الودائع.

### الفحوصات
اعتبارًا من 21 يناير 2010، لن يُسمح لأصحاب الحسابات بعد الآن بسحب أكثر من 15000 دولار من البنوك الإيرانية، لكن لا يزال بإمكانهم تحرير شيكات بمبالغ أكبر. تريد الحكومة من الناس استخدام الشيكات المصرفية والأنظمة المصرفية الإلكترونية بدلاً من المعاملات النقدية.
في عام 2009، ارتجع 10.7% من الشيكات.

### بطاقات الخصم / الائتمان
في عام 2007، أعلنت شركة تيترا تك آي تي أنه يمكن استخدام فيزا وماستركارد للمبيعات عبر الإنترنت وفي محطات البطاقات الإلكترونية الإيرانية في مراكز التسوق والفنادق والمطاعم ووكالات السفر للإيرانيين والسياح الأجانب. ستصل التجارة الإلكترونية الإيرانية إلى 10 تريليونات ريال (1 مليار دولار) بحلول مارس 2009. يمتلك بعض الأثرياء بطاقات خصم، لكن فيزا وماستركارد لم تعد متوفرة في إيران، وهناك عدد قليل من البنوك الأجنبية النشطة هناك بسبب العقوبات الدولية. حوالي 94% من الإيرانيين يمتلكون بطاقة خصم، مقارنة بأقل من 20% في مصر (2015).
في عام 2016، قدمت إيران نظام بطاقات الائتمان المحلي الخاص بها بناءً على مبادئ الصكوك وأبلغت عن محادثات مع ماستركارد (وشركات دفع دولية أخرى) لإعادة الدخول.

### الحوالة
يعتمد العديد من الشركات والأفراد الإيرانيين أيضًا على الحوالة، وهو نظام غير رسمي لتحويل الأموال قائم على الثقة موجود في الشرق الأوسط ودول إسلامية أخرى. منذ فرض العقوبات المالية الأمريكية والأمم المتحدة الأخيرة على إيران، ورد أن استخدام الإيرانيين للحوالة قد ازداد.

## قانون مكافحة غسيل الأموال
يقوم البنك المركزي الإيراني بتطبيق قانون مكافحة غسيل الأموال الذي تم إقراره حديثًا للحد من الجرائم المحتملة. وزير المخابرات ومحافظ البنك المركزي الإيراني والعديد من الوزراء الآخرين من بين أعضاء اللجنة الخاصة المكلفة بحملة مكافحة غسل الأموال. في عام 2008، أشادت هيئة الرقابة التابعة لمجموعة العمل المالي (FATF) ومقرها باريس بحملة الجمهورية الإسلامية ضد غسيل الأموال. وهنأت هيئة الرقابة المالية المكونة من 34 عضوا طهران على التزامها بسد ثغرات غسيل الأموال. ومع ذلك، في عام 2010، أدرجت مجموعة العمل المالي الإكوادور وإيران على قائمة الدول التي تقول إنها لا تمتثل للوائح الدولية لمكافحة غسل الأموال وتمويل الإرهاب. على الرغم من إبداء الرئيس حسن روحاني اهتمامًا بفاتف، كانت هناك خلافات كبيرة بين المتشددين فيما يتعلق بالمرشد الأعلى علي خامنئي. من بينهم أحمد جنتي، رئيس مجلس الخبراء وأمين مجلس صيانة الدستور، وعلي أكبر ولايتي، وزير الخارجية الإيراني السابق والزعيم الأعلى أعلى مستشاري العلاقات الخارجية، شخصان بارزان يعارضان مجموعة العمل المالي. أدت هذه الخلافات وعدم موافقة البرلمان الإيراني على مجموعة العمل المالي إلى وقف تطبيق مجموعة العمل المالي.
قدرت الحكومة الإيرانية في عام 2015 أن الأموال القذرة من تهريب المخدرات في إيران تصل إلى 10 تريليون تومان سنويًا (1 تومان يساوي 10 ريالات)، وبعضها يجد طريقه إلى «الانتخابات وتأمين الأصوات.» للتأثير على سياسة البلاد.

## مدخرات

### الاحتياطيات الأجنبية
- احتياطيات النقد الأجنبي والذهب : 125.9 مليار دولار (2015)،[47] 111.6 مليار دولار (2014)،[47] 68.06 مليار دولار (2013)،[48] 74.06 مليار دولار (2012)،[48] 110 مليار دولار (2011)،[49] 80 مليار دولار (2010)،[49] 40 مليار دولار (2005)[48] (ملاحظة: يتم تجميد معظم احتياطيات النقد الأجنبي الإيرانية في الخارج (2014))[50][51]
- التكوين: في عام 2007، تم الاحتفاظ بنسبة 10% من الاحتياطيات بالذهب، و 20% بالدولار الأمريكي (انخفاضًا من 40% في عام 2006)، والباقي في الغالب باليورو والعملات الرئيسية الأخرى (أي الين والجنيه الإسترليني والفرنك السويسري). في عام 2009، أمر الرئيس الإيراني محمود أحمدي نجاد باستبدال الدولار الأمريكي باليورو في حسابات النقد الأجنبي للبلاد لأنه «سيساعد في فصل إيران عن النظام المصرفي الأمريكي».[52]

#### احتياطيات الذهب
في أكتوبر 2010، سجلت احتياطيات إيران من الذهب «مستوى قياسيًا» حيث اتخذ البنك المركزي «إجراءات وقائية» لتجنب تجميد محتمل للأصول من قبل الدول الغربية. ونقلت وكالة أنباء الجمهورية الإسلامية الإيرانية عن محافظ البنك المركزي العراقي محمود بهماني في عام 2009، عندما كان متوسط سعر الذهب 656 دولارًا للأونصة، تم استيراد «بضع مئات من الأطنان» من الذهب. «في الوقت الحالي، يبلغ سعر أونصة الذهب 1230 دولارًا. ونتيجة لذلك ارتفعت قيمة الاحتياطيات الوطنية ببضعة مليارات من الدولارات». غيرت إيران 15% من احتياطياتها من العملات الأجنبية إلى ذهب حيث أن الرقم هو 1.7% لدول مثل الهند والصين (انظر أيضًا: العقوبات الأمريكية ضد إيران.)
في يناير 2012، ورئيس طهران ذكرت غرفة الصورة التجارة ان إيران لديها 907 طن من الذهب، اشترت بمعدل 600 $ للأونصة وقيمته 54 مليار $ بسعر اليوم. ومع ذلك، أبلغ محافظ البنك المركزي العراقي عن 500 طن فقط (أي احتياطيات الذهب فوق الأرض). التناقض غير مفسر لكن 907 أطنان يمكن أن تشمل (عن طريق الخطأ) احتياطيات الذهب تحت الأرض (320 طنًا متريًا اعتبارًا من 2012) وربما الذهب في أيدي القطاع الخاص الإيراني (حوالي 100 طن من العملات المعدنية أو السبائك). في عام 2014، أشارت تقارير من البنك المركزي إلى أن مخازن الذهب لديه 90 طنًا فقط، وربما استخدم الباقي في تجارة المقايضة بعد العقوبات.

## التضخم والسياسة النقدية

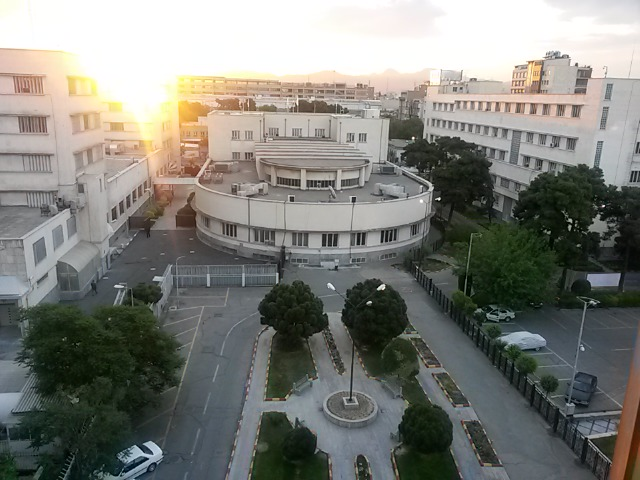
مبنى الفردوسي للبنك المركزي الإيراني

كانت معدلات التضخم من رقمين حقيقة من حقائق الحياة في إيران على مدار العشرين عامًا الماضية. بين عامي 2002 و 2006، كان معدل التضخم في إيران يتأرجح بين 12 و 16٪.
لم تنجح السياسة النقدية في إيران في تلبية أهداف التضخم والنقدية المحددة في خطط التنمية الخمسية الإيرانية، ويرجع ذلك أساسًا إلى التأثير النقدي للإنفاق الحكومي من عائدات النفط. على الرغم من أن تحقيق أهداف التضخم قد تحسن إلى حد ما في الآونة الأخيرة، إلا أن هدف التخلص التدريجي من التضخم إلى مستويات من رقم واحد لم يتحقق. علاوة على ذلك، فإن الهدف الوسيط الضمني للسياسة النقدية، وهو نمو النقود، قد تم إغفاله بشكل منهجي.
البنك المركزي هو امتداد للحكومة الإيرانية، وبالتالي فهو لا يعمل بشكل مستقل. عادة ما يتم تحديد سعر الفائدة على أساس الأولويات السياسية وليس على الأهداف النقدية. هناك مواءمة كبيرة بين المالية والسياسة النقدية.
يقوم البنك المركزي بتقييم معدل التضخم باستخدام أسعار 395 سلعة وخدمة في المناطق الحضرية في إيران.
كما ارتبطت المستويات المرتفعة للتضخم بنمو المعروض النقدي في إيران. تشير بيانات البنك المركزي إلى أن نمو المعروض النقدي كان حوالي 40% سنويًا. جاء النمو السريع في عرض النقود من ارتفاع الطلب على اقتراض رأس المال بمعدل 12% الذي تقدمه البنوك، والذي فرضته الحكومة لجعل الائتمان متاحًا للإيرانيين العاديين وأصحاب المشاريع الصغيرة. ومع ذلك، فإن هذا المعدل أقل من معدل التضخم. هذا يجعل تكلفة الاقتراض أقل من تكلفة السوق الحرة كما هو محدد بواسطة العرض والطلب، بناءً على معدل التضخم ومخاطر الاستثمار. بين العام المالي 2018 و 2019، بلغت الزيادة في المعروض النقدي 55٪. إن زيادة المعروض النقدي عندما يقترن بنمو اقتصادي صحي لا يؤدي بالضرورة إلى زيادة التضخم، ولكن في حالة إيران، تقلص الناتج المحلي الإجمالي خلال تلك الفترة الزمنية، مما يفسر ارتفاع التضخم إلى مستوى قياسي مرتفع (40٪).

### الأدوات المباشرة
- معدلات أرباح البنوك - اعتبارًا من عام 2010، تم تحديد سعر الفائدة بين البنوك (أي سعر الفائدة بين البنوك) من قبل الحكومة الإيرانية.[65]
- سقف الائتمان - يمكن للبنك المركزي التدخل والإشراف على الشؤون النقدية والمصرفية من خلال تقييد البنوك وتحديد آليات استخدام الأموال وتحديد سقف القروض والائتمانات في كل قطاع.

### أدوات غير مباشرة
- نسبة متطلبات الاحتياطي - وفقًا للمادة 14 من القانون النقدي والمصرفي لإيران، فإن البنك المركزي العراقي مخول بتحديد نسبة متطلبات الاحتياطي في حدود 10 إلى 30 بالمائة اعتمادًا على تكوين التزامات البنوك ومجال نشاطها.
- أوراق مشاركة البنك المركزي العراقي - يجب على البنك المركزي الحصول على موافقة المجلس من أجل إصدار أوراق المشاركة.[42]
- فتح حساب الودائع (ODA): التحكم في السيولة من خلال امتصاص فائض موارد البنوك. يقوم البنك المركزي العراقي بدفع «ربح» لهذه الودائع لدى البنك المركزي العراقي على أساس قواعد محددة.[66]

## عرض النقود
أفاد صندوق النقد الدولي أنه في عام 2001، كانت الودائع بالعملة والودائع تحت الطلب - وهي إجمالي يعرف باسم إم 1 - تساوي 71.7 مليار دولار. في نفس العام، بلغ إم 2 - وهو إجمالي يساوي إم 1 بالإضافة إلى ودائع الادخار والودائع الصغيرة لأجل وصناديق الاستثمار في سوق المال - 153.6 مليار دولار. وفقًا للبنك المركزي العراقي، بلغت سيولة الدولة حوالي 174 مليار دولار بحلول أبريل 2008، 197 مليار دولار بحلول أكتوبر 2009. وأكثر من 300 مليار دولار في 2011. تشير التقديرات إلى أن حجم رأس المال المعوم في السوق الإيراني يبلغ 254 مليار دولار في عام 2012.
وصلت الأموال المتداولة إلى 700 مليار دولار في مارس 2020 (بناءً على سعر الصرف لعام 2017 قبل تخفيض قيمة العملة). (وصلت القاعدة النقدية لإيران إلى 3721.46 تريليون ريال (ما يقرب من 12 مليار دولار) في سبتمبر 2020 بينما بلغ ن 2 95 مليار دولار (أي 26% و 36.2% زيادة في عام واحد على التوالي)، في حين أن تأثير مضاعف النقود (الذي يوضح مقدار القاعدة النقدية التي يمكن أن تخلق أموال جديدة في الاقتصاد) وصلت إلى أعلى مستوياتها على الإطلاق)، مما يفسر ارتفاع التضخم (40٪) وهبوط الريال الإيراني في السنوات الأخيرة. انخفض الريال الإيراني بنحو خمسة أضعاف منذ بداية عام 2018. في المقابل، تراجعت احتياطيات النقد الأجنبي الإيرانية، حيث تحاول إيران الحفاظ على قيمة عملتها عن طريق ضخ العملات الأجنبية في السوق لتلبية الطلب على الدولار الأمريكي من قبل عامة الناس والشركات ودفع ثمن الواردات.
في المقابل، يعود سبب ذلك إلى عدم كفاءة الضرائب في إيران وتحصيل الضرائب (و التهرب الضريبي على وجه الخصوص). التضخم (أو فقدان القوة الخفية) هو ضرائب خفية موحدة على السكان (ما لم يتم تعويضها من خلال زيادة الرواتب والإنتاجية) مما يؤثر سلبًا على البداية المنخفضة للسكان الإيرانيين.

## ورقة التوازن
| المصدر: صندوق النقد الدولي (بمليارات الريالات، ما لم يذكر خلاف ذلك)   | بريل. 2008/09 | مشروع. 2009/10 |
| --------------------------------------------------------------------- | ------------- | -------------- |
| صافي الأصول الأجنبية (NFA)                                            | 703329        | 789498         |
| بملايين الدولارات الأمريكية                                           | 72381         | 77.050         |
| - الأصول الأجنبية                                                     | 773352        | 863336         |
| بملايين الدولارات الأمريكية                                           | 79.587        | 84257          |
| - الخصوم الخارجية 1 /                                                 | 70,023        | 73,839         |
| بملايين الدولارات الأمريكية                                           | 7,206         | 7,206          |
| صافي الأصول المحلية (NDA)                                             | -139843       | -225654        |
| صافي الائتمان المحلي                                                  | -5141         | 21.083         |
| - الحكومة المركزية، صافي                                              | 283.735       | -228.046       |
| المطالبات                                                             | 74779         | 74779          |
| الودائع                                                               | 358.514       | 302,824        |
| - مطالبات على البنوك                                                  | 239758        | 206409         |
| - مطالبات على مؤسسات عامة غير مالية (NFPEs)                           | 38836         | 42719          |
| -صافي البنود الأخرى باستثناء أوراق مشاركة البنك المركزي (CPPs)        | -134701       | -246.737       |
| المال الأساسي                                                         | 556,925       | 556,925        |
| عملة                                                                  | 206352        | 200.745        |
| -العملة المتداولة                                                     | 157764        | 153,478        |
| - نقد في خزائن                                                        | 48588         | 47268          |
| محميات                                                                | 334495        | 338,445        |
| - الاحتياطيات المطلوبة                                                | 225228        | 307757         |
| -الاحتياطيات الفائضة                                                  | 109267        | 30688          |
| ودائع إن إف بي إي والبلديات                                           | 16.078        | 17,734         |
| مطلوبات أخرى                                                          | 6561          | 6919           |
| - أوراق مشاركة البنك المركزي (CPPs)                                   | 0             | 0              |
| - ودائع العملات الأجنبية للشركات غير الربحية والبلديات                | 6561          | 6919           |
| بنود المذكرة:تغيير نهاية الفترة (بالنسبة المئوية من الأموال الأساسية) |               |                |
| - المال الأساسي                                                       | 45.4          | 0.0            |
| - إن إف إيه                                                           | 13.4          | 15.5           |
| - صافي الخصوم الأخرى (NDA)                                            | 32.0          | -15.5          |

### ديون الحكومة والقطاع الخاص
اعتبارًا من ديسمبر 2019، بلغ الدين الحكومي للبنوك 3,880,000 مليار ريال (حوالي 30 مليار دولار، وهو ارتفاع بنسبة 3.5 منذ 2013 عندما تولى الرئيس روحاني منصبه). وهذا يعني أن الحكومة تطبع النقود، والتي يتم توفيرها للبنوك التي تسيطر عليها الدولة في إيران ثم تقترض من هذه البنوك بفائدة. وبلغت ديون القطاع الخاص للبنوك في فترة الإثني عشر شهرا المنتهية في 20 ديسمبر 2019 14.400.000 مليار ريال بما يزيد عن 110 مليارات دولار.

## العلاقات الخارجية
إيران عضو في البنك الإسلامي للتنمية. اعتبارًا من أغسطس / آب 2006، قام البنك الدولي بتمويل 48 مشروعًا إنمائيًا في البلاد بقيمة إجمالية تبلغ 3413 مليون دولار أمريكي. قروض البنك الدولي لإيران تأتي فقط من البنك الدولي للإنشاء والتعمير (IBRD). إيران عضو في وكالة ضمان الاستثمار متعدد الأطراف التابعة للبنك الدولي. انضمت إيران إلى صندوق النقد الدولي (IMF) في 29 ديسمبر 1945. محافظو البنك المركزي العراقي يحضرون مناقشات مجلس إدارة صندوق النقد الدولي بشأن إيران نيابة عن الحكومة. تعقد هذه الاجتماعات عادة مرة واحدة في السنة في واشنطن العاصمة. يتمتع البنك المركزي الإيراني بصفة مراقب في الاجتماعات السنوية لبنك التسويات الدولية (BIS) في بازل، سويسرا.

### التعرض والمعاملات الأجنبية
- الدين الخارجي لإيران : 22.07 مليار دولار في عام 2010 (10.6 مليار دولار ديون قصيرة الأجل و 11.4 مليار دولار ديون متوسطة وطويلة الأجل).[79]
- ودائع إيران في البنوك الأجنبية : تبلغ 35 مليار دولار بينما تبلغ التزاماتها 25 مليار دولار (2007).[80] في عام 2007، كان لدى إيران أصول بقيمة 62 مليار دولار محتفظ بها في الخارج.[81] وبحسب بنك التسويات الدولية، بلغت ودائع إيران لدى 39 بنكًا عالميًا 15.44 مليار دولار في نهاية مارس 2012 بينما بلغت التزاماتها 10.088 مليار دولار.[82] بالإضافة إلى ذلك، أفادت التقارير أن إيران لديها ما بين 10 إلى 20 مليار دولار في بنوك أجنبية في عام 2011، بسبب مشاكل الدفع من قبل الشركات الأجنبية لإيران.[83][84] وفقًا لمصادر الاتحاد الأوروبي، على الرغم من العقوبات الأوروبية، لا يزال لدى إيران «عدة مليارات يورو» مودعة في حسابات في ألمانيا وإيطاليا ومالطا وإسبانيا واليونان وسويسرا (2012).[85] اعتبارًا من عام 2013، يمكن الوصول إلى 30 مليار دولار إلى 50 مليار دولار فقط من احتياطيات النقد الأجنبي (أي حوالي 50% من الإجمالي) بسبب العقوبات الدولية.[86] تساءلت وسائل الإعلام الإيرانية عن سبب عدم إعادة الأصول والاحتياطيات الأجنبية (أو تحويلها إلى ذهب) أثناء مناقشة عقوبات جديدة في الخارج.
- المعاملات : بلغت المعاملات الخارجية مع إيران 150 مليار دولار بين عامي 2000 و 2007 من العقود الرئيسية وخطوط الائتمان الخاصة والحكومية على حد سواء.[87] وفقًا لبنك التسويات الدولية (BIS)، فقد تجاوز ميزان تعاملات النقد الأجنبي الإيرانية في البنوك والمؤسسات المالية الأجنبية خلال الربع الثالث من عام 2008 مبلغ 24.3 مليار دولار.[88]

### العقوبات الأمريكية
صعدت وزارة الخزانة الأمريكية أيضًا من محاولتها لتقييد تمويل الاستثمار الأجنبي والتجارة مع إيران. في كانون الثاني (يناير) 2006، أعلن البنكان السويسريان UBS وCredit Suisse بشكل منفصل عن وقف عملياتهما في إيران. في سبتمبر 2006، حظرت وزارة الخزانة جميع تعاملات بنك صادرات إيران مع النظام المالي الأمريكي، وفي يناير 2007 أدرجت أيضًا بنك سيباه وفرعه البريطاني بنك سيباه الدولي في القائمة السوداء. في أكتوبر 2007، وضعت وزارة الخزانة الأمريكية بنك ملي وبنك ملات على القائمة السوداء.
تحت ضغط من الولايات المتحدة، قام 12 بنكًا صينيًا بتقليص العلاقات مع البنوك الإيرانية منذ أوائل سبتمبر 2007، لكن خمسة منهم استأنفوا العلاقات التجارية في منتصف يناير 2008. في منتصف فبراير 2008، زعمت وزارة الخزانة الأمريكية أن البنك المركزي الإيراني ساعد البنوك المدرجة في القائمة السوداء على التهرب من العقوبات الأمريكية، من خلال إجراء معاملات لها.

#### تجارة المقايضة
يمتلك البنك المركزي احتياطيات نقدية أجنبية محدودة بسبب العقوبات الدولية والمشاكل في تحويل الأموال داخل وخارج البلاد. في عام 2012، وسعت الولايات المتحدة العقوبات من جانب واحد، مما أدى إلى عزل الشركات الأجنبية التي تتعامل مع البنك المركزي عن النظام المالي الأمريكي. تفيد التقارير أن إيران تستخدم بشكل متزايد تجارة المقايضة وتهريب الأموال والذهب والعملات المحلية لشركائها التجاريين للالتفاف على العقوبات الدولية. تم إدراج البنك المركزي العراقي في القائمة السوداء من قبل الحكومة الأمريكية بسبب تورط البنك في البرنامج النووي الإيراني وتم منعه من استخدام SWIFT منذ مارس 2012 نتيجة لذلك.

## المنشورات
ينشر البنك المركزي الإيراني مجموعة متنوعة من الدوريات للجمهور العام والمتخصص بما في ذلك الاتجاهات الاقتصادية والنشرة والمراجعة السنوية والتقرير الاقتصادي والميزانية العمومية. تشمل المنشورات الأخرى الكتيبات والدراسات والكتيبات. العديد من هذه الوثائق متوفرة أيضًا باللغة الإنجليزية.